# Hipodrom Enghien-Soisy

Plánek závodiště

Hipodrom Enghien-Soisy je dostihové závodiště ve Francii. Leží severně od Paříže u města Enghien-les-Bains na hranicích obcí Soisy-sous-Montmorency (96 %) a Eaubonne (4 %). Areál má kapacitu 20 000 diváků, z toho 3 000 na tribunách. Konají se zde dostihy ve cvalu (travnatá dráha) a klusu (písčitá dráha). Hlavní závod Velká steeplechase v Enghien se odehrává každoročně v říjnu. Pro klusáky je hlavní soutěží Prix de l'Atlantique v dubnu.
Hipodrom byl otevřen 15. dubna 1879. Dráha pro klusáky byla postavena v roce 1922 a kompletně renovována v roce 1986, kdy bylo instalováno i osvětlení pro noční závody.